# Erni Kaufmann
Erni Kaufmann, geborene Erni Handke (* 3. Juni 1906  in Witten; † 11. Oktober 1957 in Hamburg) war eine deutsche Musikerin in Damenorchestern.

## Leben
Schon in ihrer frühesten Kindheit in Witten erhielten Erni Handke und ihr Bruder Adolf (1908–1975) Musikunterricht: Während Adolf Handke später (1938–1952) Erster Waldhornist im Berliner Philharmonischen Orchester war, trat Erni Handke nach ihrer professionellen Geigen-, Saphon- und Akkordeon-Ausbildung in Damenorchestern auf (beispielsweise im Deutschen Damenorchester der Lissi Uhlenborn und im Damen Attraktions-Orchester zusammen mit dem italienischen Geiger Ernesto Arcari). Während ihrer ausgiebigen Tournée-Reisen in der Epoche zwischen den beiden Weltkriegen gastierte sie auch im Star-Varieté-Theater Haus Vaterland (Ecke Ballindamm/Bergstraße), einem international bekannten, gesellschaftlichen Mittelpunkt Hamburgs.

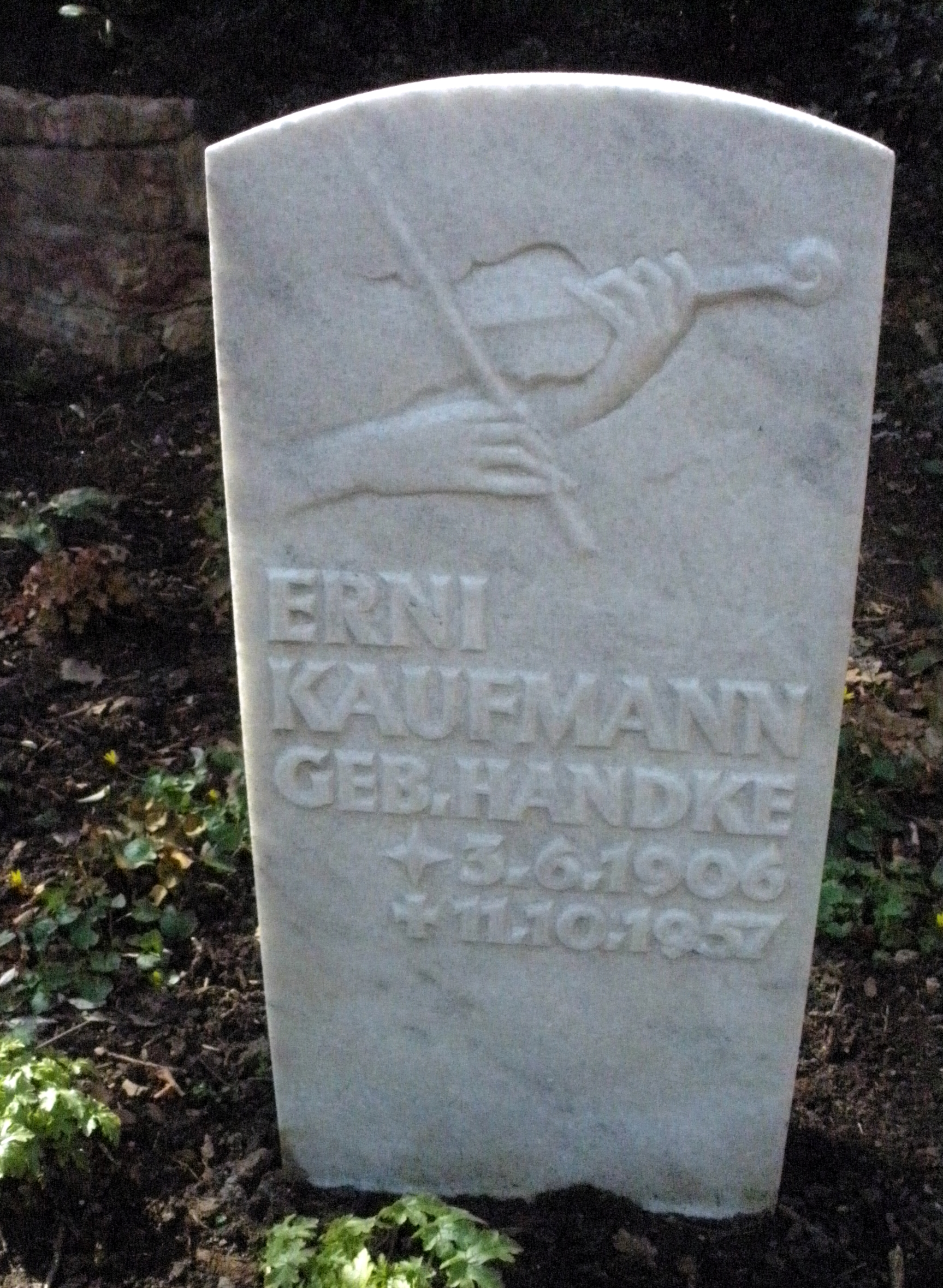
Historischer Grabstein im Garten der Frauen auf dem Friedhof Ohlsdorf

1942 heiratete Erni Handke den Hamburger Schorsch Kaufmann, welcher 1945 als Soldat im Zweiten Weltkrieg fiel. Die jahrelange Mangelernährung während der Nachkriegszeit schwächte Erni Kaufmanns Gesundheit allmählich so sehr, dass sie an Lungentuberkulose erkrankte, der sie schließlich 1957 erlag. Ihr Lebensgefährte, der Hamburger Kunstschmied Hermann Wolf, widmete ihr den Grabstein, der sich nun im Garten der Frauen auf dem Ohlsdorfer Friedhof befindet.

## Rezeption
Das Genre Damenorchester litt unter einer doppelten Moralvorstellung: Einerseits sollten die Künstlerinnen auch in ihrem körperlichen Erscheinungsbild den besonderen, gehobenen Ansprüchen des männlichen Publikums entsprechen, andererseits bezüglich ihrer Weiblichkeit betont sittsam und zurückhaltend auftreten, um den gängigen Verdächtigungen möglicher Prostitutionsabsichten entgegenzuwirken. Entsprechende Unterstellungen gingen insbesondere von missgünstigen Musiker-Konkurrenten aus, die letztendlich auf ein Verbot von Damenkapellen abzielten. Gleichzeitig waren die Gagen angesichts der  professionellen Ausbildung der Musikerinnen und deren geringer gesellschaftlicher Anerkennung unangemessen niedrig, hinzukamen bei jedem Ortswechsel weitere diskriminierende Vorschriften: der jeweiligen Meldebehörde waren ein Führungszeugnis vorzulegen und eine detaillierte Lebenswandel-Erklärung abzugeben.